# Isoetes boliviensis
Isoetes boliviensis är en kärlväxtart som beskrevs av Georg Heinrich Weber. Isoetes boliviensis ingår i släktet braxengräs, och familjen Isoetaceae. Inga underarter finns listade i Catalogue of Life.